# Teodoro Illera del Olmo
Teodoro Illera del Olmo (ur. 29 marca 1883 w Las Quintanillas, zm. 27 lipca 1936) – hiszpański duchowny katolicki, zakonnik, męczennik, błogosławiony.

## Biografia
Teodoro Illera Del Olmo urodził się 29 marca 1883. Jako duchowny pełnił funkcję profesora na Congregation of Saint Peter. 
Zginął wraz z 15 towarzyszami w czasie hiszpańskiej wojny domowej. 19 grudnia 2017 papież Franciszek ogłosił dekret o jego męczeństwie. Uroczysta beatyfikacja odbyła się 10 listopada 2018 w Sagrada Família w Barcelonie.